# Leonhard Grebe
Leonhard Grebe (Elberfeld, atualmente Wuppertal, 15 de dezembro de 1883 – Bonn, 20 de maio de 1967) foi um físico alemão.

## Vida
Em 1905 publicou sua tese, orientado por Heinrich Kayser, com o título Ueber Absorption der Dämpfe des Benzols und einiger seiner Derivate im Ultraviolett. Grebe esteve entre outros em contato com Albert Einstein.
Em 1952 recebeu a Plaqueta Röntgen.

## Obras
- Ueber Absorption der Dämpfe des Benzols und einiger seiner Derivate im Ultraviolett.
- Spektroskopie. Reihe: Aus Natur und Geisteswelt. Volume 284. Teubner, Leipzig 1910 e 1919.
- Einführung in die Physik der Röntgenstrahlen für Ärzte. Cohen, Bonn 1921.
- Einführung in die Physik der Röntgenstrahlen für Ärzte und Studierende. Reihe: Bonner Röntgenbucher. Volume 1. Cohen, Bonn 1923.
- Licht als Wellenbewegung. Reihe: Handbuch der Physik. Volume 20. Springer, Berlim 1928.
- Licht und Materie. Reihe: Handbuch der Physik. Volume 21. Springer, Berlim 1929.
- Farbenphotographie. Reihe: Handbuch der wissenschaftlichen und angewandten Photographie. Volume 8. Springer, Viena 1929.
- Tabellen zur Dosierung von Röntgenstrahlen. Sonderbände zur Strahlentherapie. Volume 14. Urban & Schwarzenberg, Berlim 1930 e 1950.

## Artigos
- Zur Darstellung geographischer Karten in Kegelprojektion. Mathematische-Naturwissenschaftliche Blatt 2. 1905, p. 21–22.
- The radiance of mercury arc lamps. Annalen der Physik. 36 (14), 1911, p. 834–840.
- Unsprung and structure of ultraviolet water vapour bands lambda=3064. Annalen der Physik. 39 (16), 1912, p. 1243–1250.
- com A. Bachem: Über den Einsteineffekt im Gravitationsfeld der Sonne. Berichte der Deutschen Physikalischen Gesellschaft im Jahre 1919. 21. Ano. 13/14, 1919, p. 454–464.
- com A. Bachem: Ueber die Einsteinverschiebung im Gravitationsfeld der Sonne. Zeitschrift für Physik. 3. Ano., 1, 1920, p. 51–54.
- com A. Bachem: Die Einsteinsche Gravitationsverschiebung im Sonnenspektrum der Stickstoffbande Lambda 3883 A E. Zeitschrift fur Physik. 3. Ano., 2, 1920, p. 415–422.
- Sonnengravitation und Rotverschiebung. Zeitschrift für Physik. 4. Ano., 1, 1921, p. 105–109.
- Über die elektrische Leitfähigkeit fester Dielektrika bei Bestrahlung mit Röntgenstrahlen. Zeitschrift für Physik A Hadrons and Nuclei. 17 Ano., 1, 1923, p. 295–300.
- com L. Kriegesmann: Über den Energieverbrauch bei der Ionisation der Luft durch Röntgenstrahlen verschiedener Wellenlänge. Zeitschrift für Physik. 1924, p. 91–94.
- Das Weltbild der Physik im Lichte der modernen Strahlenforschung. Bremer Beiträge zur Naturwissenschaft. 3, 2, 1936, p. 26–66.
- com A. Krost e L. Peukert: Versuche zum Physikalischen Nachweis der Mitogenetischen Strahlung. Strahlentherapie. 60, 1937, p. 575–581.

## Correspondência
- Grebe an Einstein. 17 de abril de 1919, Archiv zur Geschichte der Max-Planck-Gesellschaft Berlin-Dahlem (AMPG), I. Abt., Rep. 34, Nr. 3.
- weitere Korrespondenz Einstein / Grebe. Siehe The Collected Papers of Albert Einstein, Vol. 9, The Berlin Years: Correspondence January 1919 - April 1920